# Lucy Anderson
Lucy Anderson (ur. 2 czerwca 1965 w Silchester) – brytyjska polityk i działaczka związkowa, posłanka do Parlamentu Europejskiego VIII kadencji.

## Życiorys
Z zawodu prawniczka. Dołączyła do Partii Pracy. Pracowała w administracji i strukturach partyjnych, a także w związkach zawodowych, m.in. w centrali związkowej TUC jako doradca ds. prawnych, a także jako menedżer w krajowym związku nauczycieli. W latach 2002–2006 była radną gminy London Borough of Camden.
W wyborach w 2014 z ramienia swojego ugrupowania w okręgu londyńskim uzyskała mandat eurodeputowanej VIII kadencji. W PE dołączyła do frakcji Postępowego Sojuszu Socjalistów i Demokratów.